# Komunistická strana Číny
Komunistická strana Číny (čínsky: 中国共产党; pinyin: Zhōngguó Gòngchǎndǎng; český přepis: Čung-kuo Kung-čchan-tang; zkratka: 中共) je zakládající a vládnoucí politickou stranou Čínské lidové republiky. Byla založena ve francouzské koncesi v Šanghaji roku 1921 čínskými revolucionářskými socialisty Čchen Tu-siouem a Li Ta-čaoem. Od roku 1949, kdy její ozbrojené síly zvítězily v občanské válce nad nacionalisty, zastává rozhodující úlohu při řízení komunistické Čínské lidové republiky. Komunistická strana Číny (dále KS Číny) je druhou největší politickou stranou na světě s 90,6 milióny členů, hned po Indické lidové straně. Současně je také vládou, které je odpovědná největší armáda světa.
Na sjezdu strany konaném každých pět let jsou zvoleni členové ústředního výboru, nejvyššího orgánu strany. Ústřední výbor dále volí členy politbyra ústředního výboru, stálého výboru politbyra ústředního výboru a generálního tajemníka ústředního výboru Komunistické strany Číny. Od roku 2012 je generálním tajemníkem Si Ťin-pching. Kromě KS Číny, jež je u moci, existuje v Čínské lidové republice dalších osm politických stran.

## Historie
KS Číny vznikla v roce 1921 ve francouzské koncesi v Šanghaji jako ozvěna Hnutí čtvrtého května v 1919, během něhož se dostávaly k čínským intelektuálům myšlenky marxismu, anarchismu či západních ideologií. Zakladatelé KS Číny, Čchen Tu-siou a Li Ta-čao, považovali Říjnovou revoluci probíhající v carském Rusku jako příchod nové éry pro všechny utlačované země, tím pádem i Číny. První národní sjezd KS Číny proběhl 23. – 31. července 1921, v té době měla KS Číny pouhých 50 členů.

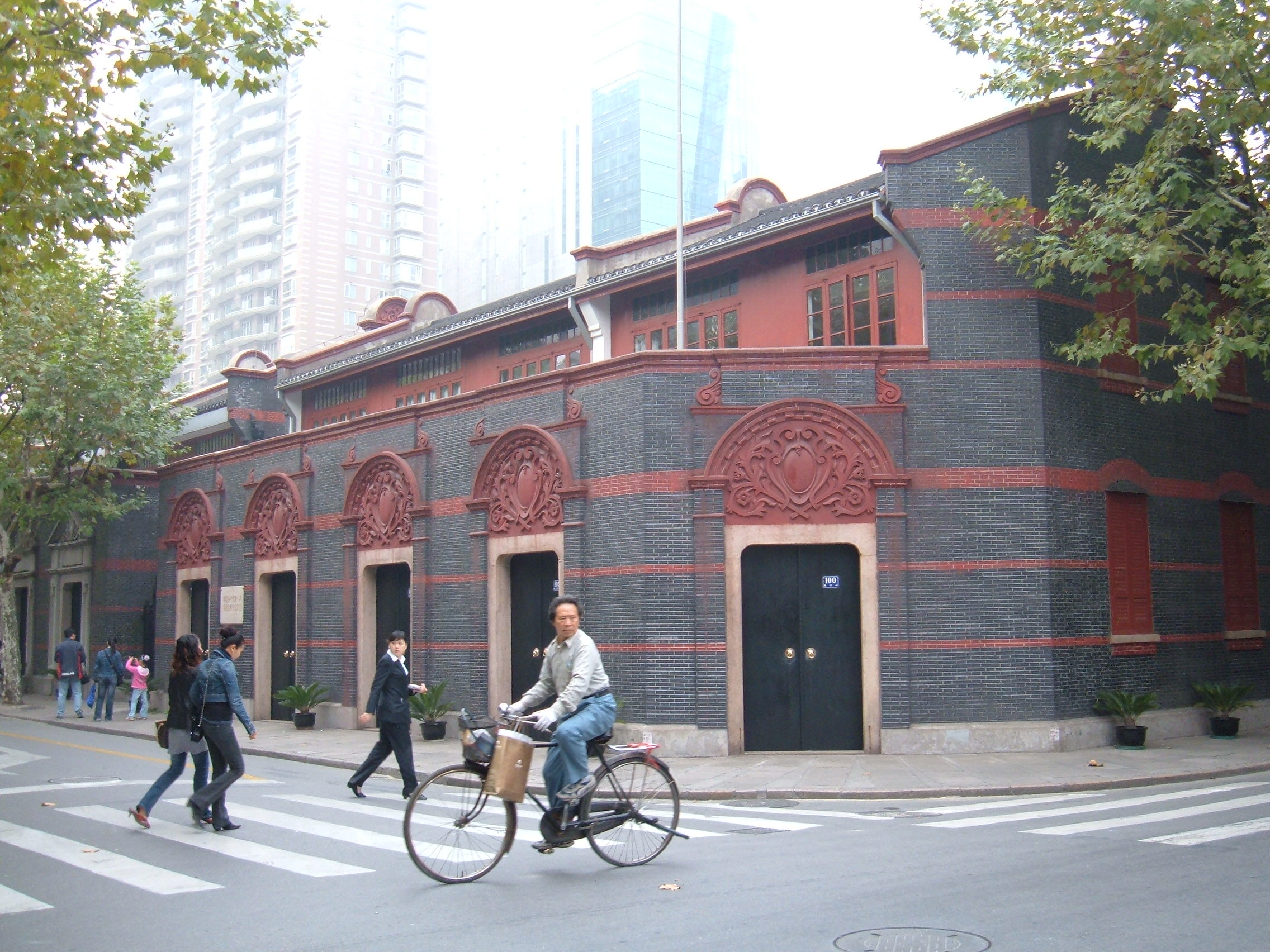
Místo konání 1. zasedání Sjezdu KS Číny v Šanghaji

Členové KS Číny se společně s Kuomintangem účastnili tzv. Pochodu na sever. Avšak Čankajšek v rámci marginalizace komunistického postavení zajistil pomocí šanghajského podsvětí, tzv. Zeleného gangu, jejich odstranění. Jistá část důležitých komunistických představitelů ale masakru unikla a došlo tak k transformaci politického zaměření KS Číny na zemědělce a vesničany. Následně v roce 1927 vznikla Čínská Rudá armáda. Tímto prakticky došlo k deformaci městského organizačního aparátu, KS Číny přijala demokratický centralismus a založila politbyro, jež mělo nahrazovat funkci Stálého výboru ústředního výboru, čímž byla umožněna centralizace moci uvnitř strany. V roce 1931 tak na popud Mao Ce-tunga a Ču Te vznikl sovět v Ťiang-si s hlavním městem Žuej-ťinem, jenž se zároveň stalo sídlem KS Číny. V roce 1934 ale sovět zanikl a komunisté pod nátlakem vojsk Kuomintangu byly nuceni opustit provincii Ťiang-si a vydat se na sever, čímž začalo období známé jako Dlouhý pochod. Významným okamžikem v roce 1935 byla konference v Cun-i, během niž došlo k rozepři mezi představiteli KS Číny Otto Braunem, Čchin Pang-sienem a opozicí vedenou Mao Ce-tungem. Následkem konference bylo uznání Mao Ce-tunga jakožto neformální vůdce a člena Stálého výboru politbyra. Dalším významným historickým mezníkem bylo založení Jen-anského sovětu ke konci roku 1935, po skončení Dlouhého pochodu. Jen-anský sovět, jenž se rozléhal v provinciích Šen-si, Kan-su a Ning-sia, se stal oblastí spadající pod kontrolu KS Číny s hlavním městem Jen-an. V tomto období taktéž došlo k formování druhé sjednocené fronty v reakci na japonskou invazi do Číny. V důsledku mezinárodní a vnitrostátní situace nakonec v roce 1949 vyhrála boj o pevninskou Čínu KS Číny v čele v Mao Ce-tungem a dala tak vzniku Čínské lidové republiky k 1. října 1949.
Po smrti Mao Ce-tunga se moci ujal Teng Siao-pching a byl formálně přijat program „čtyři modernizace“. Pod jeho vedením se politika prováděná KS Číny posunula směrem k socialismu s čínskými prvky a byla zahájena ekonomická reforma Číny. Toto však vyvolalo negativní ohlas ze strany maiostů i progresivních liberálů, což společně s dalšími faktory ve výsledku vedlo k demonstracím na náměstí Nebeského klidu v roce 1989. Do roku 1981 byl předsedou KS Číny Chua Kuo-feng, poté se postu ujal Chu Jao-pang. Chu byl pak následně nahrazen ve funkci generálního tajemníka strany Čao C’-jangem v roce 1987. Situace okolo demonstrací na náměstí Nebeského klidu napomohla Ťiang Ce-minovi, jakožto zastánci tvrdého potlačení demonstrací, k získání postu generálního tajemníka KS Číny v roce 1989. Dalším generálním tajemníkem KS Číny se v roce 2002 stal Chu Ťin-tchao. Tato tzv. třetí a čtvrtá generace se snažila znovu přijít o řešením otázek sociálního charakteru, povzbuzení nacionalismu, technického rozvoje za účelem zajištění harmonizované socialistické společnosti. Současným generálním tajemníkem strany, zvoleným v roce 2012, je i současný prezident Si Ťin-pching.

## Struktura

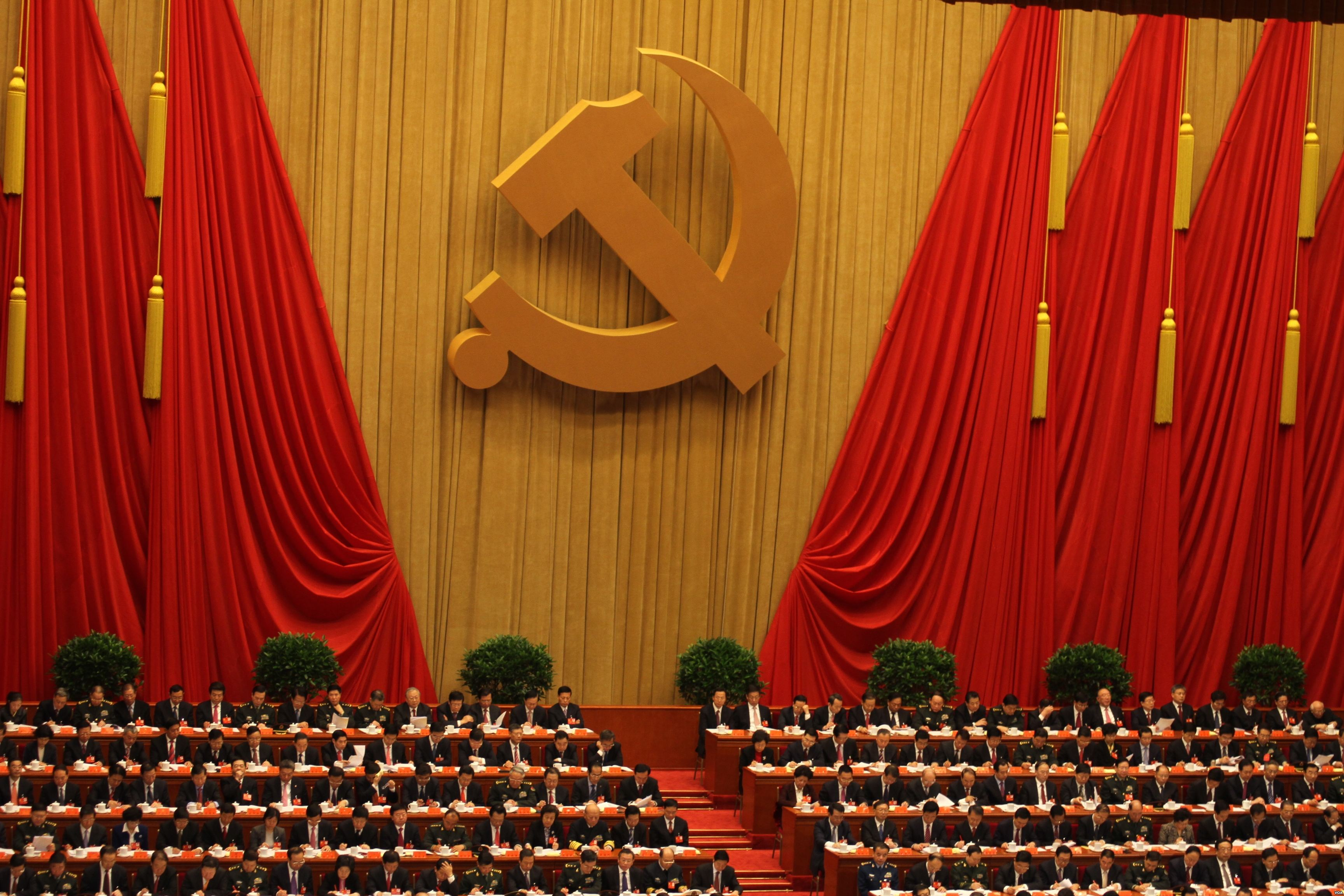
Sjezd KS Číny

KS Číny je vládnoucí stranou Čínské lidové republiky určující směr národní politiky, kdy vláda a ozbrojené síly jsou podřízeny KS Číny. Nejvýznamnější osobou KS Číny je funkce generálního tajemníka ÚV KS Číny, kterou v současnosti zastává Si Ťin-pching společně s funkcí prezidenta a předsedy Ústřední vojenské komise. Nejdůležitějším orgánem KS Číny je Sjezd KS Číny, během něhož jsou každých pět let voleni členové dalších orgánů KS Číny, včetně prezidenta a premiéra.

### Sjezd
Sjezd KS Číny (čínsky: 中国共产党全国代表大会; pinyin: zhōngguó gòngchǎndǎng quánguó dàibiǎo dàhuì) je největším orgánem, jehož členové se schází jednou za pět let. Sjezd KS Číny se většinou schází v období měsíce října nebo listopadu a místem konání je Velký sál lidu v Pekingu. V současnosti má orgán 2 980 členů, tento počet ale není pevně stanoven. Mezi pravomoci sjezdu KS Číny patří volba členů do Ústředního výboru a Ústřední komise pro kontrolu disciplíny, přezkoumání zpráv vycházející jednání členů ústředního výboru a ústředního výboru disciplinární kontroly, projednávání a provádění stranických politik či revize stranické ústavy. Nicméně diskuze související s těmito tématy jsou většinou projednávány před sjezdem.

### Ústřední výbor
Ústřední výbor KS Číny (čínsky: 中国共产党中央委员会; pinyin: zhōngguó gòngchǎndǎng zhōngyāng wěiyuánhuì) je orgánem, který provádí stranickou politiku v obdobích mezi zasedáními Sjezdu KS Číny. Ústřední výbor je povinen se scházet alespoň jednou ročně. Členové jsou složeni z nejdůležitějších osobností zastupující provinční vlády, kdy jsou tito delegáti voleni ze 40 volebních jednotek včetně Hongkongu, Macaa a Tchaj-wanu. Dále také jsou členové vybíráni ze státních podniků, armády či veřejného sektoru.

### Politbyro
Politbyro (čínsky: 中国共产党中央政治局; pinyin: zhōngguó gòngchǎndǎng zhōngyāng zhèngzhì jú) je orgánem KS Číny, který vykonává funkce a pravomoci Ústředního výboru, kdy poskytuje Ústřednímu výboru pracovní zprávy. V Politbyru jsou rozhodnutí přijímána na základě konsensu, nikoliv na základě většinového hlasování. Politbyro má v současnosti 25 členů, kdy většina z nich zastává důležité funkce na regionální či národní úrovni. Politbyro se schází alespoň jednou měsíčně, je vždy svoláváno generálním tajemníkem ÚV KS Číny.

### Stálý výbor politbyra
Stálý výbor politbyra (čínsky: 中国共产党中央政治局常务委员会; pinyin: zhōngguó gòngchǎndǎng zhōngyāng zhèngzhì jú chángwù wěiyuánhuì) se schází alespoň jedenkrát týdně a jeho 7 členů projednává zásadní otázky na národní úrovni. Orgán byl založen na 8. národním sjezdu v roce 1958 a převzal politickou roli tehdejšího Sekretariátu KS Číny.

### Generální tajemník
Povinnosti generálního tajemníka ÚV KS Číny (čínsky: 中国共产党中央委员会总书记; pinyin: zhōngguó gòngchǎndǎng zhōngyāng wěiyuánhuì zǒng shūjì) je svolávání zasedání Ústředního výboru politbyra, Politbyra a současně řídit práci Sekretariátu. Generální tajemník ÚV KS Číny současně zastává funkce prezidenta a předsedy Ústředního výboru politbyra. Funkce generálního tajemníka KS Číny nahradila v roce 1982 funkci předsedy KS Číny.

### Ostatní orgány

#### Sekretariát
Sekretariát (čínsky: 中共中央办公厅秘书局; pinyin: zhōnggòng zhōngyāng bàngōng tīng mìshū jú) je odpovědný za provádění rozhodnutí Politbyra a Ústředního výboru politbyra. Sekretariát je veden generálním tajemníkem ÚV KS Číny a odpovídá také za koordinaci úkolů stanovených Politbyrem a řídí rutinní operacemi, například jednotlivými útvary, komisemi, novinami, apod.

#### Ústřední vojenská komise
Ústřední vojenská komise (čínsky: 中央军事委员会; pinyin: zhōngyāng jūnshì wěiyuánhuì) vydává směrnice týkající se Čínské lidové osvobozenecké armády, včetně jmenování vedoucích pozic, rozmístění vojsk, kontrola jaderných zbraní, armádního rozpočtu, apod.

#### Malé vedoucí skupiny
Malé vedoucí skupiny (čínsky: 领导小组; pinyin: lǐngdǎo xiǎozǔ) jsou platformou poskytující konzultační a koordinační podporu, která formuje rozhodnutí členů strany k nalezení konsensu o otázkách týkající se politiky, armády a vlády. Příkladem malých skupin může být Malá vedoucí skupina pro finanční záležitosti, Malá vedoucí skupina pro hospodářské záležitosti, atd.

#### Ústřední komise pro kontrolu disciplíny
Ústřední komise pro kontrolu disciplíny (čínsky: 中国共产党中央纪律检查委员会; pinyin: zhōngguó gòngchǎndǎng zhōngyāng jìlǜ jiǎnchá wěiyuánhuì) odpovídá za vymáhání práv a předpisů uvnitř strany, současně je vedoucí výborem v boji proti korupci.

## Sjezdy a velikost strany
Komunistickou stranu Číny tvořila při založení (v červenci 1921) malá skupina, delegáti I. sjezdu zastupovali přes 50 členů strany. Početnost strany postupně rostla, na tisíc členů roku 1925, necelých 58 tisíc roku 1927, 40 tisíc roku 1928 a stoupl na 1,2 miliónu roku 1945. Po získání moci a založení Čínské lidové republiky roku 1949 velikost strany několikanásobně vzrostla.
Roku 2007 podle čínských státních médií měla KS Číny 73 miliónů 360 tisíc členů. Do konce roku 2010 jejich počet vzrostl na 80 269 000, přičemž v roce 2010 21,017 miliónu osob požádalo o vstup do strany, 3,075 bylo přijato a 801 tisíc zemřelo nebo stranu opustilo; ze členů strany bylo 22,5 % žen a 6,6 % příslušníků národnostních menšin.
| Sjezd  | Sjezd | Počet členů |
| Pořadí | Datum | Počet členů |
| ------ | ----- | ----------- |
| I.     | 1921  | přes 50     |
| II.    | 1922  | 195         |
| III.   | 1923  | 420         |
| IV.    | 1925  | 994         |
| V.     | 1927  | 57 967      |
| VI.    | 1928  | 40 000      |
| VII.   | 1945  | 1 210 000   |
| VIII.  | 1956  | 10 730 000  |
| IX.    | 1969  | 22 000      |
| X.     | 1973  | 28 000      |
| XI.    | 1977  | 35 000      |
| XII.   | 1982  | 39 650 000  |
| XIII.  | 1987  | 46 000      |
| XIV.   | 1992  | 51 000      |
| XV.    | 1997  | 59 000      |
| XVI.   | 2002  | 66 000      |
| XVII.  | 2007  | 73 000      |
| XVIII. | 2012  | 82 600 000  |
| XIX.   | 2017  | 89 000 000  |
| XX.    | 2022  | 96 000 000  |

## Devět komentářů ke komunistické straně
Mezinárodní mediální skupina The Epoch Times 19. listopadu 2004 zveřejnila sérii článků nazvanou Devět komentářů ke komunistické straně. Dokument podává necenzurovanou historii Komunistické strany Číny, která hovoří o její povaze, o tom, jak se postavila proti tradičním formám čínské kultury, o vztazích mezi členy strany a vyjmenovává zločiny, kterých se dopustila.
Měsíc po zveřejnění dokumentu se ve světě zvedla vlna událostí. Někteří Číňané založili Centra pro vystupování z KS Číny a také vzniká lidové hnutí zvané „Tuidang“, které se rozšířilo po celé Číně a zpochybňuje její dosavadní status quo. V důsledku vlivu hnutí Tuidang začaly tisíce Číňanů vystupovat z KS Číny a jejích spřízněných organizací.

## Soudní procesy proti vůdcům strany
11. listopadu 2009 přijal po dvou letech vyšetřování španělský soudce Ismael Moreno žalobu za genocidu a mučení. Mezi obviněnými figuruje pět vysokých představitelů Komunistické strany Číny, kteří se mají zodpovídat za svou roli při pronásledování duchovní praxe Fa-lun-kung. Poprvé soud uznal kampaň proti Fa-lun-kungu za odpovídající definici genocidy z hlediska právního. Mezi obviněnými je i bývalý vůdce Číny, Ťiang Ce-min, Luo Kan – bývalý ředitel Úřadu 610, Po Si-laj – bývalý ministr obchodu, Ťia Čching-lin – čtvrtý nejvýše postavený člen Strany a Wu Kuan-čeng – předseda interního disciplinárního výboru strany.
21. prosince 2009 vynesl argentinský soudce Octavio Araoz de Lamadrid z Federálního soudu č. 9 rozsudek v historickém procesu se dvěma bývalými čelními čínskými funkcionáři. Bývalý předseda komunistické strany Číny Ťiang Ce-min a šéf Úřadu 610 Luo Kan byli souzeni za svoji zodpovědnost ve stále probíhajícím pronásledování milionů praktikujících duchovní disciplíny Fa-lun-kung ze strany čínského komunistického režimu. Součástí rozsudku je i nařízení k zadržení obou funkcionářů, kteří se v současnosti nacházejí v Číně. Pokud obvinění vycestují do země, která má s Argentinou smlouvu o vydávání zločinců, musí být zadrženi a převezeni do Argentiny, aby byli postaveni před soud a poskytli prohlášení na svou obhajobu. Rozhodnutí soudu představuje historický precedent.